# 性愛

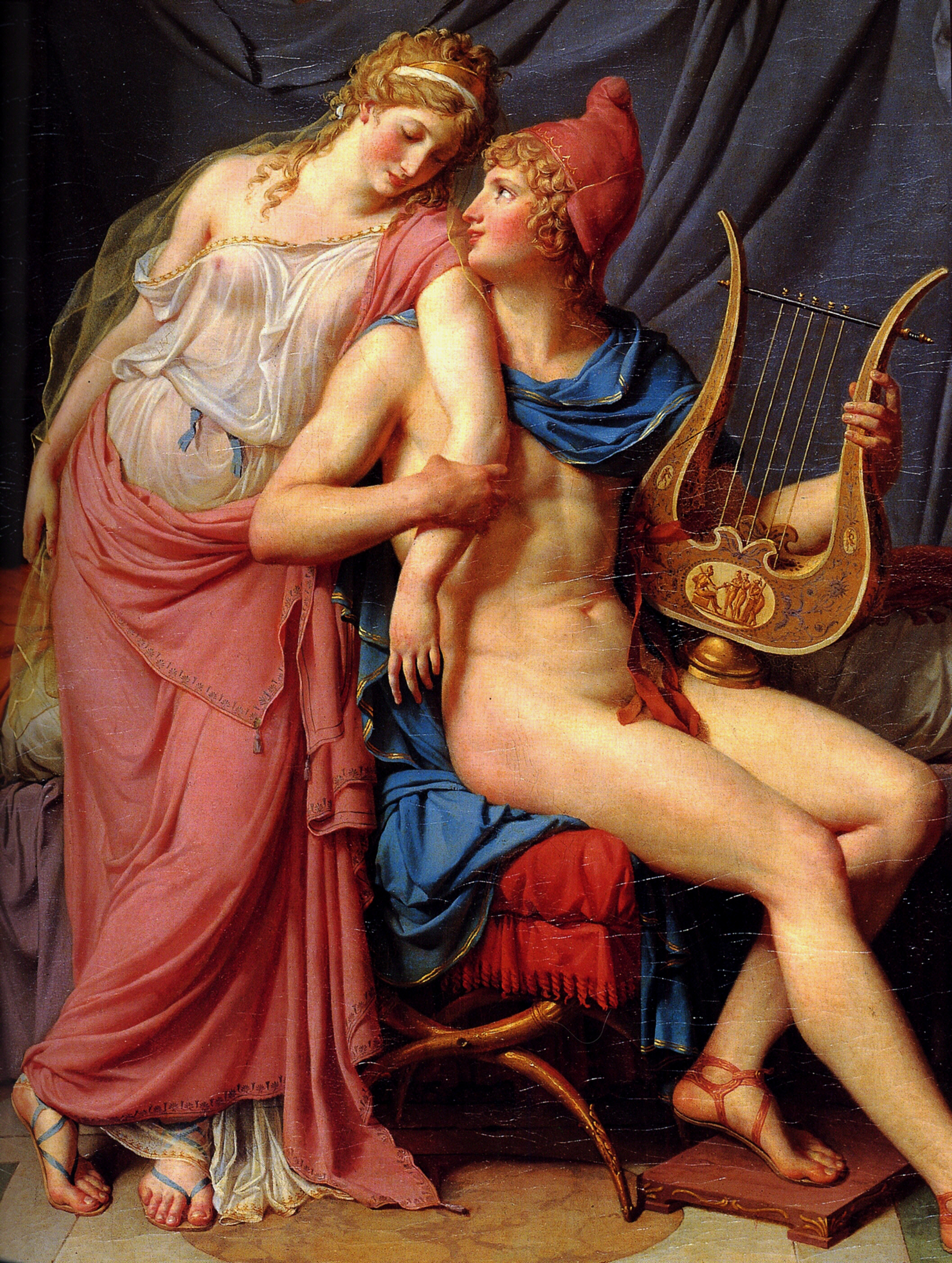
男女の性愛を描いたジャック＝ルイ・ダヴィッドの絵画『ヘレネーとパリスの愛』1788年、パリ、ルーヴル美術館所蔵。

性愛（せいあい、英: Eros）は、本能に基づく性的な愛情、愛着や愛欲、肉体的接触を指す。
ギリシア神話におけるエロースは恋愛や性愛を司る神である。エロス作品における描写は主に性愛描写などと呼ばれる。また、性愛論書『カーマ・スートラ』は現存する古代インド最古の性愛に関する古典である。サンスクリット語の「カーマ」は原義は欲求であるものの、性愛、愛欲、愛などの意味で用いる。

## 概要
異性間で発生する性愛を異性愛、同性間で発生する性愛を同性愛、また両性間においての性愛を両性愛という。異性愛の性質を持つ人を異性愛者（ヘテロ・セクシュアル、または単にヘテロ）、同性愛の性質を持つ人を同性愛者、両性愛の性質を持つ人を両性愛者と呼ぶ。女性同性愛者はレズビアン、男性同性愛者はゲイと呼ばれることもある。
異性にも同性にも性愛が生じない場合、つまりいずれの性別にも恋愛感情や性的欲求が向かわない場合は無性愛と呼ばれ、そのような人のことを無性愛者と呼ぶ。

## 関連書籍
- 福田和彦 「江戸春画の性愛学」 2002 ISBN 458412051X
- 赤松啓介 「夜這いの民俗学・夜這いの性愛論」 2004 ISBN 4480088644
- 植島啓司 「性愛奥義 官能の「カーマ・スートラ」解読」 2005 ISBN 4061498010
- 藤巻一保 「性愛術の本―房中術と秘密のヨーガ」 2006 ISBN 4056041644